# Gimnúrids

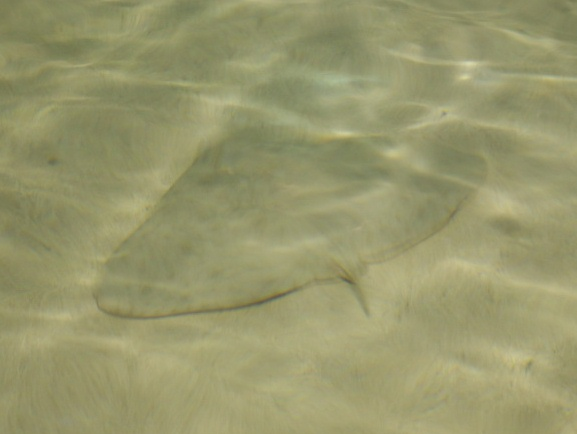
Gymnura altavela

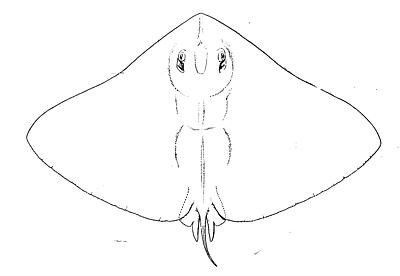
Gymnura micrura

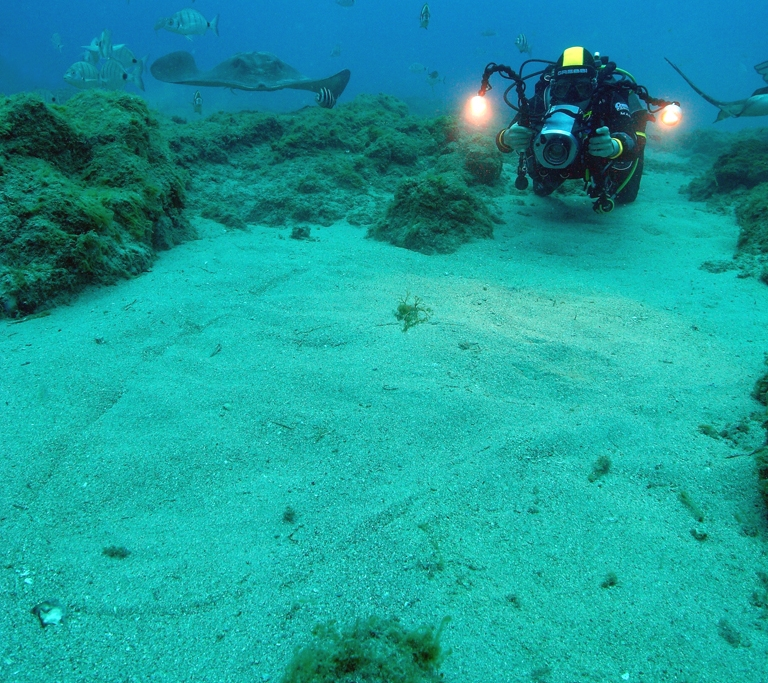
Gymnura altavela colgada sota la sorra a Tenerife.

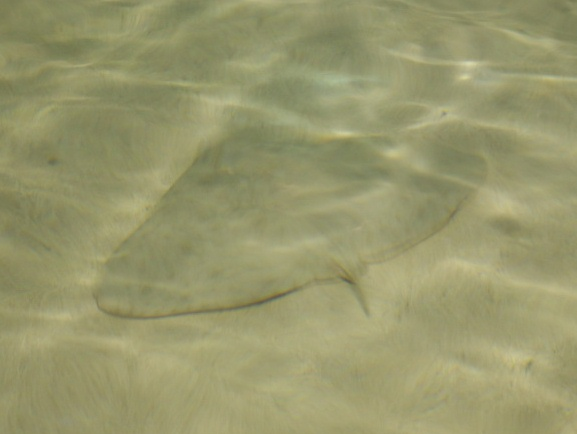
Gymnura altavela

Els gimnúrids (Gymnuridae) són una família de peixos cartilaginosos batoïdeus de l'ordre dels miliobatiformes.

## Morfologia
- Disc molt ample.
- Cua curta.
- No tenen aleta caudal.
- Algunes espècies tenen un fibló verinós a la cua.[2][3]

## Reproducció
Són vivípars i pareixen llurs cries vives després d'alimentar-les a l'úter.

## Alimentació
Mengen crancs, gambetes, diversos invertebrats, peixos, crustacis petits i mol·luscs.

## Depredadors
Són depredats per taurons.

## Hàbitat
Viuen, sobretot, en aigües marines i, més rarament, salabroses de clima tropical o subtropical i de fons sorrencs.

## Distribució geogràfica
Es troba a l'Atlàntic (incloent-hi la Mediterrània i la mar Negra), l'Índic i el Pacífic.

## Gèneres
- Aetoplatea (Valenciennes, 1841)[11]
- Gymnura (Van Hasselt, 1823)[12][13][14][15][16]

## Costums
Són bentònics.

## Estat de conservació
A hores d'ara, hi ha 9 espècies d'aquesta família a la Llista Vermella de la UICN: Gymnura altavela, Gymnura australis, Gymnura japonica, Gymnura marmorata, Gymnura micrura, la rajada papallona de Natal (Gymnura natalensis), Gymnura poecilura, Gymnura tentaculata i Gymnura zonura.